# Timothy Allen
Timothy Allen (* 1971, Tonbridge, Kent) je anglický fotoreportér.

## Život
Timothy Allen se narodil v Tonbridge na jihovýchodě Anglie. V 22 letech, po vystudování oboru zoologie na Leeds University odjel do Indonésie, kde strávil 3 roky cestováním a právě zde také začal fotografovat. V devadesátých letech se připojil k humanitárnímu konvoji v Bosně a právě tady vznikl jeho první roční reportážní projekt.
Poté pracoval pro Sunday Telegraph a The Independent, kde se zaměřoval zejména na portréty. V roce 2002 se připojil k Axiom Photographic Agency, která mu dala možnost rozšířit svůj záběr. A tak vznikla řada rozmanitých reportáží, například o občanské válce ve východní Indonésii.
V současné době se věnuje zejména domorodým komunitám po celém světě a zaměřuje se na reportáže o kulturních zvycích a jejich rozmanitosti. Allenovy reportáže se umísťují pravidelně v nejprestižnějších světových publikacích. V roce 2007 se stal jedním z držitelů ceny One Planet, Many Lives za cestopisnou fotografii, kterou získal za reportáž o původních obyvatelích v Himálaji.

## Ocenění
- 1999 Preis Fur Junge Fotojournalismus
- 2001 FujiFilm Features Photographer of the Year
- 2002 nominován na British Press Awards Photographer of the Year
- 2002 FujiFilm Arts and Entertainment Photographer of the Year
- 2003 nominován na British Press Awards Photographer of the Year
- 2003 (Nom.) British Press Awards Photographer of the Year
- 2003 Nikon Arts & Entertainment Photographer of the Year (zvláštní cena poroty)
- 2003 The Lord Mayor’s Award (zvláštní cena Picture Editors’ Guild)
- 2005 BG Group Magazine Photographer of the Year (zvláštní cena poroty)
- 2005 Nikon Celebrity Photographer of the Year (zvláštní cena poroty)
- 2006 (Shortlist: Photo Essay, News, Ents, News Feat) The Press Photographers’ Year Awards 2006
- 2007 First Prize, Business Industry & Technology, The Press Photographers’ Year Awards 2007
- 2007 One Planet Many Lives, Travel Photographer of the Year 2007